# Batalla de Beaune-la-Rolande
La Batalla de Beaune-la-Rolande (28 de noviembre de 1870) se produjo durante la guerra franco-prusiana y se saldó con la victoria de Prusia. En un intento de aliviar el Sitio de París, el XX Cuerpo de Ejército del general francés Crouzat lanzó un ataque contra tres brigadas prusianas que descansaban en Beaune-la-Rolande. Estas brigadas formaban parte del X Cuerpo prusiano, que había sido destacado para proteger los flancos y la retaguardia de la fuerza que asediaba París, y poder proporcionar así una alerta temprana de cualquier contraataque francés. Los franceses concentraron una fuerza de 60.000 hombres (en su mayoría reclutas de la Garde Mobile) y 140 cañones, contra los 9.000 hombres y 70 cañones de los prusianos, en su mayoría extraídos de las tropas regulares. A pesar de la abrumadora superioridad numérica, el ataque francés no logró tomar el pueblo y finalmente se vio obligado a retirarse cuando fueron atacados por los refuerzos prusianos.
Las pérdidas prusianas ascendieron a 817 soldados y 37 oficiales, mientras que los franceses perdieron alrededor de 8.000 hombres y otros 100 fueron hechos prisioneros de guerra. El XX Cuerpo de Ejército francés cambió su plan de ataque, sin pasar por el pueblo, pero no logró aliviar el sitio de París, que se rindió el 28 de enero de 1871, lo que puso fin a la guerra. La batalla se destaca por demostrar la fragilidad de un ejército de reclutas cuando se enfrenta a tropas regulares y experimentadas, incluso cuando son numéricamente superiores, y por la participación del pintor impresionista francés Frédéric Bazille y del ingeniero eléctrico prusiano Alexander Siemens.

## Antecedentes
El ejército prusiano había comenzado su invasión de Francia en agosto, y ya había iniciado el sitio de París. El recientemente designado General Aurelle al frente del Ejército del Loira, ordenó al XX Cuerpo al mando del General Crouzat que expulsara del área de Orléans al X Cuerpo prusiano liderado por el Príncipe Federico Carlos, que fue enviado a Beaune-la-Rolande para dar una alerta temprana de la posible llegada de una fuerza de socorro francesa a París. Las tres brigadas prusianas en Beaune-la-Rolande estaban bajo el mando de Konstantin Bernhard von Voigts-Rhetz y descansaban después de haber perseguido a las fuerzas francesas en retirada. Los refuerzos más cercanos estaban a diez millas de distancia en Pithiviers, al mando del general Constantin von Alvensleben.
El general Crouzat disponía de una fuerza de entre 31.000 y 60.000 hombres y de 140 piezas de artillería, frente a los prusianos que contaban con entre 9.000 y 12.000 hombres y con 70 cañones. La fuerza francesa estaba equipada con el fusil Chassepot, que tenía casi el doble de alcance efectivo que el fusil Dreyse prusiano, y también contaba con el elemento sorpresa. Con esto en mente, se lanzó un ataque a las 11:30 a. m. contra el pueblo que estaba protegido tan solo por un pequeño cementerio amurallado y un muro de seis pies a lo largo de su lado sur, los franceses enviaron al asalto dos brigadas (unos 6.000 hombres).

## Batalla

### Primer ataque

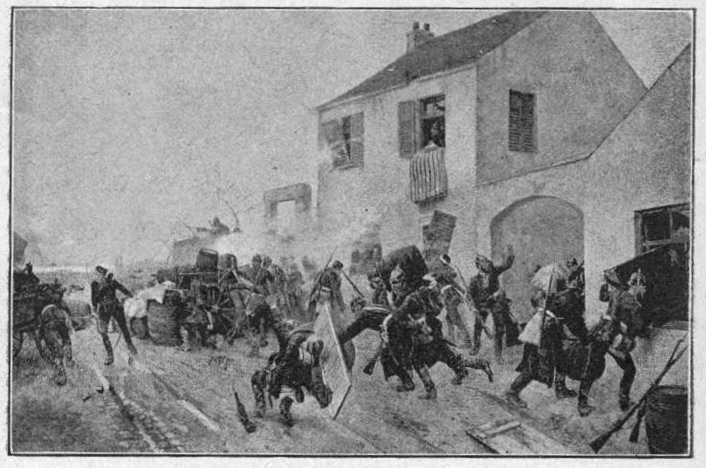
Barricadas de las tropas prusianas en las calles de Beaune-la-Rolande

Los prusianos, bajo el intenso fuego de la artillería francesa, retiraron del pueblo todas sus fuerzas de infantería (menos 13 compañías, unos 1.200 hombres) y esperaron el asalto. Abriendo fuego a 200 pasos, los asaltos franceses se detuvieron en el borde del pueblo, con los caminos cortados por barricadas. El ataque más exitoso lo realizó el 3.er Regimiento zuavo, que dejó 700 muertos y heridos en el campo de batalla antes de dispersarse. Todos los oficiales del estado mayor del general Crouzat murieron o resultaron heridos mientras comandaban el ataque.

### Segundo ataque

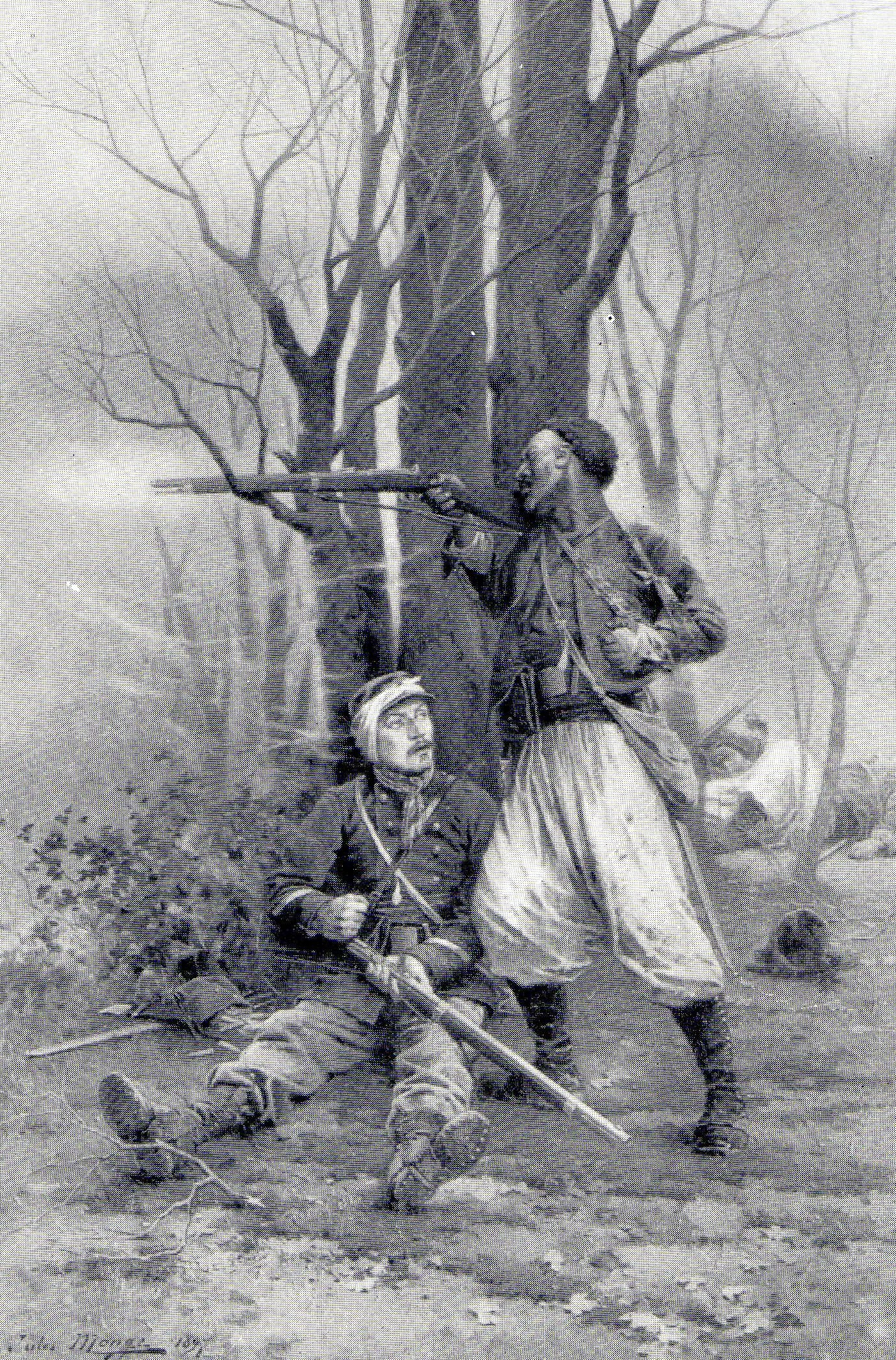
Un grabado que representa a las tropas francesas en la batalla

Se envió un segundo ataque a la 1:30 después del mediodía, con los prusianos que estaban quedándose sin municiones. Los defensores mantuvieron el fuego hasta que los franceses estuvieron casi sobre ellos, desatando una andanada que fue seguida por media hora de frenético combate cuerpo a cuerpo antes de que los franceses fueran rechazados una vez más. Las fuerzas prusianas restantes, incluida toda la artillería que se había retirado del pueblo, se reorganizaron en las cercanías de Romainville, donde se unieron a los refuerzos de la unidad de Alvenleben al mando de Wolf Louis Anton Ferdinand von Stülpnagel, y atacaron a los franceses en el lado este del pueblo, ahuyentando finalmente a los atacantes franceses.

### Tercer ataque
Crouzat, decidido a tomar el pueblo, ordenó un ataque más después del anochecer. Este ataque se lanzó directamente en la carretera hacia el pueblo y estuvo a punto de romper las defensas exteriores, pero nuevamente fue rechazado por las descargas concentradas del fuego prusiano. Las tropas francesas estaban desmoralizadas por el resultado de los dos asaltos anteriores, y la mayoría de los hombres rechazaron las órdenes de sus oficiales de acercarse al enemigo, de forma que dispararon sus rifles contra el enemigo y a continuación huyeron.

## Consecuencias

### Análisis

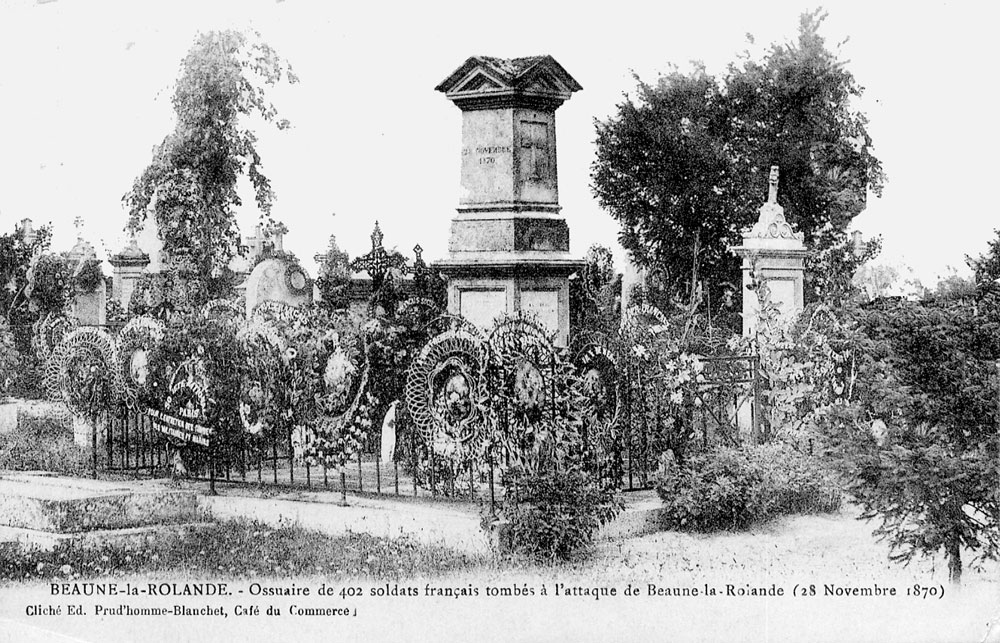
Un osario que contiene los restos de 402 soldados franceses muertos en Beaune-la-Rolande

Los analistas militares se sorprendieron con la noticia de la derrota de 60.000 hombres frente a tan solo 9.000, y se hicieron muchos intentos de explicar por qué pudo haber sucedido. A menudo se cita la baja moral de las fuerzas francesas; la mayoría eran reclutas recientes de la Garde Mobile y habían visto una serie de derrotas, la ocupación alemana de sus tierras y el asedio de la capital. Se sabía que Aurelle era un comandante severo que, durante los veinte días anteriores a la batalla, no permitió que sus tropas fueran a alojarse en pueblos o aldeas, sino que las obligó a vivaquear y a vivir de la tierra. Esta disposición tenía el propósito de mejorar la disciplina y endurecer a las tropas, pero simplemente redujo su moral.
Se cita como una de las primeras ocasiones en las que se demostró la fragilidad de un gran ejército recién reclutado. Solo se podía confiar en los miembros de la  Garde Mobile cuando defendían una posición fortificada, y eran casi inútiles para un ataque lanzado al estilo de las guerras napoleónicas. Sin embargo, casi todo el ejército regular francés ya se había perdido en las batallas de Sedan y Metz. Esta fue una de las principales razones por las que los prusianos obtuvieron la victoria en la guerra franco-prusiana tras una serie de inesperados reveses franceses, de los cuales Beaune-la-Rolande fue el más espectacular. Se pretendía que un ataque dirigido desde París coincidiera con la batalla, pero se retrasó hasta el 30 de noviembre, pero la noticia del retraso no llegó a Aurelle hasta después de la batalla, debido a la dirección del viento que impidió la llegada de los globos de aire caliente utilizados como sistema de mensajería. Al recibir la noticia del inicio de la ofensiva desde París, el Ejército del Loira giró hacia la derecha para evitar Beaune-la-Rolande y marchar sobre París.

### Víctimas
Las bajas francesas ascendieron a alrededor de 8.000 soldados muertos y heridos y 100 hechos prisioneros. Los prusianos perdieron 817 soldados y 37 oficiales muertos. El pintor pintor impresionista francés Frédéric Bazille, en una unidad de soldados Zuavos murió en acción en Beaune-la-Rolande mientras dirigía su unidad en el primer ataque cuando había resultado herido su oficial. Alexander Siemens, el ingeniero eléctrico alemán que fundaría la empresa que lleva su apellido, también luchó en la batalla como soldado raso del ejército prusiano, y recibió la Cruz de Hierro al valor tras ser herido en combate.